# Rudolf van Tiefenbach

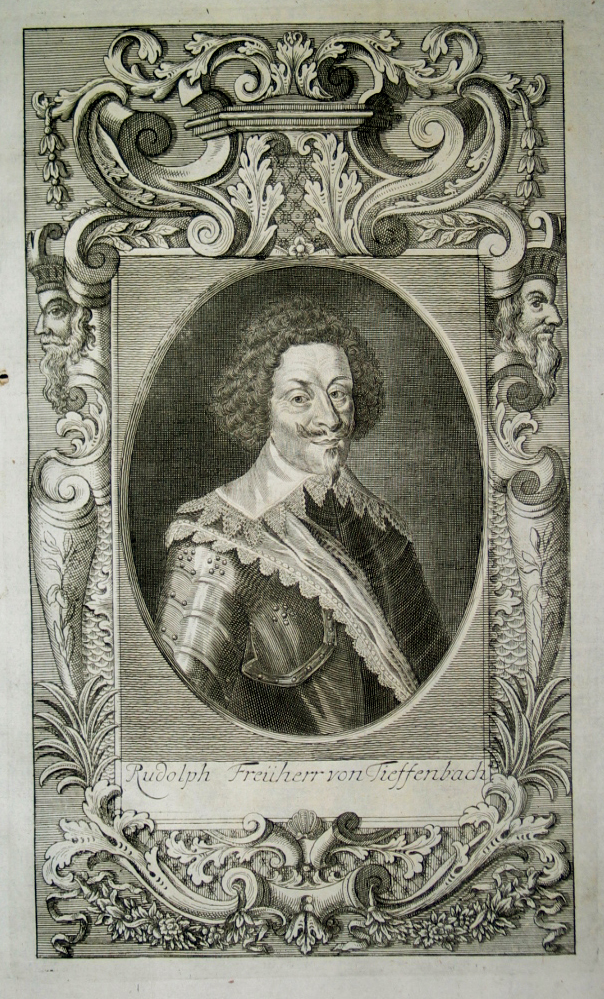

Rudolf baron van Tiefenbach (ook gespeld Teuffenbach) (1582 - 1653) was een Oostenrijks veldheer in dienst van de Habsburgse keizer tijdens de Dertigjarige Oorlog. Hij werd in 1631 benoemd tot veldmaarschalk. Hij was een tegenstander van Albrecht van Wallenstein en na diens val verkreeg hij diens residentiestad Jičin in Bohemen.